# Evechinus
Evechinus is een geslacht van zee-egels uit de familie Echinometridae.

## Soorten
- Evechinus chloroticus (Valenciennes, 1846)
- Evechinus palatus Philip, 1969 †